# Imane Chebel
Imane Chebel (en arabe : إيمان شبل), née le 25 mars 1995 à Montréal, est une footballeuse internationale algérienne évoluant au poste de défenseure au Arna-Bjørnar.

## Biographie

### Carrière en club
Née à Montréal au Québec de parents algériens de Skikda, Imane Chebel a commencé la pratique du soccer vers l'âge de 10 ans d'abord au club de Saint-Lambert puis vers l'âge de 12 ans au club de Sainte-Julie. Après avoir joué avec le Collège Édouard-Montpetit, elle fait ses études de biochimie à l'Université Concordia de Montréal de 2017 à 2018 où elle joue avec les Stingers. En parallèle, elle joue également pour le Club de soccer de Longueuil (en).
En 2019, elle s'envole pour le Kazakhstan et rejoint le BIIK Kazygurt, club historique du pays qui est sur un huitième titre consécutif. Lors de sa première saison, elle participe à la Ligue des champions.
En juillet 2021, elle rejoint la France en signant au FC Fleury 91, club de D1 féminine.
La saison suivante, elle s'engage avec le Stade brestois 29 qui évolue en D2 féminine.
2023 Chebl s’engage avec le Arna-Bjørnar.
2024 Chebl s’engage avec le CR Flamengo 

### Carrière internationale
En avril 2018, Imane Chebel est appelée pour la première fois en équipe d'Algérie par le sélectionneur national Azzeddine Chih, pour participer à une double confrontation contre le Sénégal, dans le cadre des éliminatoires de la CAN 2018,. Le 4 avril 2018, elle honore sa première sélection en tant que titulaire contre le Sénégal,. La sélection étant parvenue à se qualifier, en novembre 2018 elle est retenue par la sélectionneuse Radia Fertoul afin de participer à la phase finale de la Coupe d'Afrique des nations organisée au Ghana. Lors de cette compétition, elle joue un match. L'Algérie est éliminé dès le premier tour avec trois défaites.
Elle participe également aux éliminatoires pour les Jeux Olympiques 2020 de Tokyo.
En octobre 2021, elle fait partie des joueuses convoquées pour deux rencontres contre le Soudan dans le cadre des éliminatoires de la CAN 2022. Mais n'entre pas en jeu lors du match aller (victoire 14-0) des algériennes. Le match retour prévu le 26 octobre est finalement annulé à la suite du coup d'État au Soudan,.

## Statistiques

### Statistiques détaillées
| Saison                | Club                  | Championnat           | Championnat | Championnat | Coupe(s) nationale(s) | Coupe(s) nationale(s) | Compétition(s) continentale(s) | Compétition(s) continentale(s) | Compétition(s) continentale(s) | Algérie | Algérie | Total | Total |
| Saison                | Club                  | Division              | M.          | B.          | M.                    | B.                    | Comp.                          | M.                             | B.                             | M.      | B.      | M.    | B.    |
| 2017-2018             | Concordia Stingers    | Division 1            | -           | -           | -                     | -                     | -                              | -                              | -                              | 4       | 0       | 4     | 0     |
| 2018-2019             | Concordia Stingers    | Division 1            | -           | -           | -                     | -                     | -                              | -                              | -                              | 3       | 0       | 3     | 0     |
| Sous-total            | Sous-total            | Sous-total            | -           | -           | -                     | -                     | -                              | -                              | -                              | 7       | 0       | 7     | 0     |
| 2019-2020             | BIIK Kazygurt         | Division 1            | -           | -           | -                     | -                     | WCL                            | 7                              | 0                              | 2       | 0       | 9     | 0     |
| 2020-2021             | BIIK Kazygurt         | Division 1            | -           | -           | -                     | -                     | WCL                            | -                              | -                              | -       | -       | 0     | 0     |
| Sous-total            | Sous-total            | Sous-total            | -           | -           | -                     | -                     | -                              | 7                              | 0                              | 2       | 0       | 9     | 0     |
| 2021-2022             | FC Fleury 91          | Division 1            | 7           | 0           | 4                     | 1                     | -                              | -                              | -                              | 4       | 0       | 15    | 1     |
| 2022-2023             | Stade brestois 29     | Division 2            | 14          | 0           | -                     | -                     | -                              | -                              | -                              | 2       | 0       | 16    | 0     |
| Sous-total            | Sous-total            | Sous-total            | 21          | 0           | 4                     | 1                     | -                              | -                              | -                              | 6       | 0       | 31    | 1     |
| 2023-2024             | Arna-Bjørnar          | Division 1            | 1           | 0           | -                     | -                     | -                              | -                              | -                              | 2       | 1       | 3     | 1     |
| Total sur la carrière | Total sur la carrière | Total sur la carrière | 22          | 0           | 4                     | 1                     | -                              | 7                              | 0                              | 17      | 1       | 50    | 2     |

### En sélection

#### Matchs internationaux
Le tableau suivant liste les rencontres de l'équipe d'Algérie dans lesquelles Imane Chebel a été sélectionnée depuis le 4 avril 2018 jusqu'à présent.

## Palmarès
BIIK Kazygurt
- Championnat du Kazakhstan (2) :
  - Championne : 2019 et 2020.